# 北方銀行
北方銀行（きたがたぎんこう）は、明治期から大正期の私立銀行で、岐阜県本巣郡北方町に本店があった。
1882年（明治15年）に、岐阜県本巣郡北方町を本店に資本金3万円で設立。初代頭取には堀部義徳が就任。1894年（明治27年）株式会社組織に変更。1918年（大正7年）に愛知銀行（東海銀行の前身の一つ）に営業譲渡し歴史の幕を閉じた。

## 沿革
- 1882年（明治15年）2月25日：設立
- 1882年（明治15年）3月11日：開業
- 1894年（明治27年）2月6日：株式会社組織に変更
- 1918年（大正7年）5月27日：愛知銀行に営業譲渡
- 1918年（大正7年）6月25日：解散

## 営業譲渡時の店舗等
- 本店

岐阜県本巣郡北方町1636番地
- 支店（4支店）

黒野、梅原、岐阜、高富
- 資本金：50万円（払込済25万円）
- 専務：福田継治郎、安藤為司